# Grand-Lahou
Grand-Lahou este o comună din regiunea Grands Ponts, Coasta de Fildeș.